# Brasier (film)
 (septembre 2022).
Pour les articles homonymes, voir Brasier.
Pour plus de détails, voir Fiche technique et Distribution.
Brasier est un court métrage québécois écrit  par Camille Trudel et réalisé par Emilie Mannering en 2021.
Il est sélectionné dans plusieurs festivals de cinema tel que le Festival Regard au Canada ou le Festival international du film de Palm Springs ainsi que le Gala Prends Ça Court ! ou il remportera le Prix de la Bande Sonimage.

## Synopsis
Le film raconte l'histoire de la jeune adolescente pierre-Amélia et évoque l'éveil de son désir sexuel lorsqu'elle intègre une équipe de sportives plus âgées.

## Fiche technique
- Titre original : Brasier
- Titre anglais : Brasier
- Réalisation : Emilie Mannering
- Scénario : Camille Trudel
- Photographie : Antoine Ryan
- Direction artistique : Louisa Schabas
- Montage :  Myriam Magassouba
- Conception sonore : Sacha Ratcliffe
- Mixage sonore : Shelley Craig
- Musique : Sacha Ratcliffe
- Production : Sophie Ricard-Harvey, Charlotte Beaudoin-Poisson
- Société de production : Les productions Ô Films Inc.
- Société de distribution : H264 Distribution
- Pays de production :  Canada
- Langue originale : français
- Format : couleur — numérique
- Genre : drame
- Durée : 19 minutes

## Distribution
- Amélia Raposo
- Tiago Freire Brosseau

## Festivals & distinctions
Le film a été présenté en WIP lors d'un Focus au Festival de Cannes en 2021 avant d'être présenté en première au Festival REGARD le 25 mars 2022, puis sélectionné dans différents festivals autour du monde tel quel le Festival international de Palm Springs, en juin 2022 aux USA, au Festival FanTasia lors duquel il reportera le prix du meilleur scénario ou encore au Gala Prends Ça Court! où il remportera le Prix de la Bande Sonimage. 
En Aout 2022 le court métrage remportera le prix du  meilleur court métrage québécois aux Percéides .